# Batea
Batea és una vila i municipi de la comarca de la Terra Alta.

## Geografia
- Llista de topònims de Batea (Orografia: muntanyes, serres, collades, indrets..; hidrografia: rius, fonts...; edificis: cases, masies, esglésies, etc).

Situat en la Depressió Central Catalana, el municipi de Batea es troba en un turó de 384 m aproximadament al punt més alt. El seu terme municipal es compon de valls, muntanyes i la ribera del riu Algars. Els punts més alts són al Tossal de les Forques 436m, Punta del Mosquit 429m i Punta Rodona 417m.
El riu Algárs, és el riu que travessa el terme municipal de Batea. Aquest ho fa, majoritàriament del tram, recorrent el límit municipal amb Aragó. En el terme de Batea, ocupa unes 1.135,05 ha, sent el 53,33% del total del riu. Té un cabal regular i un recorregut amb nombrosos meandres; els quals gaudeixen els locals i turistes durant l'estiu. Neix als ports de Tortosa-Beseit, entre els termes municipals de Beseit i Arnes, i s'uneix al riu Matarranya poc abans que aquest arribi al riu Ebre. El riu Algárs està declarat com a Reserva Natural Parcial (Xarxa Natura 2000). També la ribera del riu Algars està protegida com a Zones d'Especial Protecció per a les Aus (ZEPA).
El clima de Batea és mediterrani amb tendència continental.
La fauna que podem trobar a Batea és la típica fauna muntanyenca ibèrica. Hi ha amfibis, aus, invertebrats, mamíferes, peixos continentals i rèptils. En mamífers podem destacar la presència de conills, eriçons comuns, senglars, guineus... En aus hi ha una gran varietat d'espècies, per exemple, alcaudón real, abellerol europeu, puput, àguila cuabarrada, alcaravan comú, alcaudón comú, alosa totovia, gaig, avió roquer, mussol reial, voltor,... Les aus estan protegides en ser zona ZEPA. A causa del volum d'espècies que es poden observar i la tranquil·litat amb què es poden moure, han sorgit nombrosos observatoris d'ocells privats.
La flora de Batea es combina entre cultius i zones boscoses. Generalment els fons de les valls estan cultivades amb vinya, oliveres (algunes centenàries), ametlles, fruiters... Els alts de les muntanyes, per ser de difícil accés, es conserven les pinedes de pi blanc. Encara que també podem veure barreges de coníferes i frondoses.

## Demografia
| 1497 f | 1515 f | 1553 f | 1717 | 1787 | 1857  | 1877  | 1887  | 1900  | 1910  |
| ------ | ------ | ------ | ---- | ---- | ----- | ----- | ----- | ----- | ----- |
| 145    | 155    | 151    | 569  | -    | 2.822 | 2.448 | 2.820 | 3.233 | 3.166 |

| 1920  | 1930  | 1940  | 1950  | 1960  | 1970  | 1981  | 1990  | 1992  | 1994  |
| ----- | ----- | ----- | ----- | ----- | ----- | ----- | ----- | ----- | ----- |
| 3.331 | 2.922 | 2.538 | 2.585 | 2.347 | 2.192 | 2.074 | 2.033 | 2.024 | 2.024 |

| 1996  | 1998  | 2000  | 2002  | 2004  | 2006  | 2008  | 2010  | 2012  | 2014  |
| ----- | ----- | ----- | ----- | ----- | ----- | ----- | ----- | ----- | ----- |
| 1.985 | 1.973 | 1.964 | 2.031 | 2.073 | 2.106 | 2.169 | 2.174 | 2.136 | 1.975 |

| 2016  | 2018  | 2020  | 2022  | 2024  | 2026 | 2028 | 2030 | 2032 | 2034 |
| ----- | ----- | ----- | ----- | ----- | ---- | ---- | ---- | ---- | ---- |
| 1.967 | 1.898 | 1.901 | 1.863 | 1.877 | -    | -    | -    | -    | -    |

## Política
Des de 1991 és alcalde Joaquim Josep Paladella Curto, per la llista Unió per la Terra Alta, diputat pel Partit Socialista de Catalunya.

### Eleccions municipals
Llista d'alcaldes i nombre de regidors per partit
| Junts | -      | -  | -  | -  | -  | -  | -  | -  | -  | -  | 3 | 3 |
| PSC | -      | 3  | 2  | 1  | 1  | 1  | 2  | 8  | 7  | 5  | 6 | 6 |
| PP | -      | 5  | -  | 3  | 2  | 2  | -  | -  | -  | -  | - | - |
| ERC | -      | -  | -  | -  | -  | -  | 0  | -  | -  | -  | - | - |
| CiU | -      | 3  | 7  | 3  | 2  | 1  | 3  | 3  | 1  | 1  | - | - |
| Altres | 6a; 5b | -  | 2c | 4d | 6e | 5e | 6d | -  | 3f | 3f | - | - |
| Total | 11     | 11 | 11 | 11 | 11 | 9  | 11 | 11 | 11 | 9  | 9 | 9 |
| a UCD; b Agrupación de Demócratas de Batea; c Unió de progrés municipal; d Unió per la Terra Alta; e Unió per la Terra Alta - FIC; f Cent per cent Batea |        |    |    |    |    |    |    |    |    |    |   |   |

## Economia
El sector més important a Batea és el primari, sent el cultiu de la vinya el més destacat. Però també es cultiven fruiters, oliverars, guarets, cereals, horts de consum privat... Així mateix hi ha granges de porcs i aus (pollastres i galls dindi).
Al sector secundari trobem un dels pilars de l'economia del municipi de Batea, la fabricació de vi. La majoria de la producció es troba amb el segell de Denominació d'Origen Terra Alta. A continuació hi ha la llista de cellers de Batea:
- ALTAVINS VITICULTORS
- BATEVINS
- CELLER BATEA
- CELLER VILANOVA
- CELLER MARIOL
- CELLER ARRUFÍ
- CELLER ALIMARA
- CELLER RIALLA
- CELLER LA BOTERA
- CELLER PINYOL
- CELLERS TARRONÉ
- LA BRUIXA DEL MUDEFER
- LAFOU CELLER, SL
- LES VINYES D'ANDREU - VALL DE VINYES
- MIGUEL TORRES
- VINS MAIJÓ
- VITICULTORS BATEANS
- VINS ALGARS

A part dels cellers hi ha una indústria de fabricació de mobles, tallers mecànics,...
Al sector terciari hi ha activitats extraescolars, activitats turístiques, supermercats i botigues de proximitat, botigues de roba, sabates i complements, una floristeria, fleques, carnisseries, serveis informàtics...

## Història

### Prehistòria

#### Paleolític
Lo Paleolític és una franja històrica de la qual és molt difícil trobar assentaments; se creu que un d'estos se podria trobar en un abric de roca del tossal del Moro del Borrasquer, a la partida de Ben-hufets, on se va trobar una destral feta per l'art de la picada, però no es pot concretar ben bé si és una mostra d'un assentament pertanyent al Paleolític o tan sols una eina abandonada per alguns habitants de l'època.
A la il·lustració, es mostra una destral de pedra tosca picada com la trobada a l'abric del tossal del Moro del Borrasquer.
També es va trobar una pedra picada que es creu que era per a separar la carn de la pell dels animals, ja que no és prou grossa per a ser un estri de caça.
En esta època, es construeix la bassa del tossal del Moro del Borrasquer, d'impressionants dimensions i profunditat -per al temps en què es va construir-; val dir que està picada a la roca viva.

#### Neolític
Lo poblat més clar és lo del tossal del Moro del Borrasquer; s'hi ha descobert una petita zona que podria correspondre a dues cabanes i que presenta tots los trets dels poblats del Paleolític.
La construcció dels murs que feien la funció de fonaments és la següent:
La pedra no es colla a terra com se fa avui dia, sinó que es construïa amb grans lloses de pedra posicionades de manera circular; este tipus de construcció encaixa dins lo perfil d'arquitectura neolítica.
Seguien una dieta basada en la caça, tant del porc senglar, com de la llebre o la perdiu. També practicaven la recol·lecció de fruita silvestre, per exemple: cireres de pastor, móres, figues, lledons, espàrrecs, etc. Practicaven una mica d'agricultura, principalment blat, per a crear una pasta que es fornejava i era el substitut del pa actual. També eren ramaders: tenien porcs, gallines i alguna cabra. Les muralles, les formaven les mateixes cabanes i els espais que es deixava entre cabana i cabana s'omplien amb tàpia i, així, es formava la muralla.

#### Edat dels metalls
De l'edat dels metalls, en segons quins poblats, podem trobar restes d'escòria, que és lo material sobrant de la fosa del ferro; hi apareixen nous poblats, com ara el tossal del Moro de Pinyeres, lo poblat d'Algars (on, actualment, se troba el castell i la capella) i el poblat de Pinyeres; mos estem referint als segles VII, VI i V aC.
L'única diferència notable, quant a arquitectura, és que es canvia el model de construcció de les cabanes: ara passen a ser de planta rectangular, les pedres de la base es collen horitzontalment, perquè així té una millor estabilitat; les parts exteriors de les cases formen la muralla, que continua sent de tàpia.
Un altre canvi que cal esmentar és que comencen a cultivar l'olivera i augmenten los camps de conreu i els ramats. La novetat imposada és que, com que tenen los metalls, poden produir millors eines i armes; això millora els cultius i la cacera.

### Ibers
No se sap ben bé la data exacta en què els pobladors del nostre poble passen a ser ibers, però es creu que va ser, aproximadament, cap al V aC.
Los ibers van introduir-hi nous estris, van desenvolupar armes molt temudes, com pot ser la famosa falcata ibera; van començar a produir ceràmica i a coure-la en forns, cosa que no s'havia fet fins al moment; això va millorar-ne la resistència.
En àmbits arquitectònics, se desenvolupen millores notables:
Los fonaments continuen sent los mateixos, però la paret que dona a l'exterior del poblat és més gruixuda i està entrellaçada amb les cabanes del costat, cosa que fa millorar-ne la resistència. En alguns poblats, com lo tossal del Moro del Borrasquer, la muralla és tota de pedra; en canvi, al tossal del Moro de Pinyeres, n'era de tàpia cremada, que és una nova millora; després de posar la tàpia, es cremava, i això feia que s'endurís i es conservin fins avui en dia uns cinc centímetres de tàpia per damunt dels fonaments.
Se creu que estaven molt arrelats a la religió; creien en lo culte solar, lunar i en les forces de la natura.
Una altra innovació és la mescla de calç en la ceràmica; això hi donava més duresa. També se sap que mantenien comerç amb altres civilitzacions; se creu que els comerciants podien pujar pel riu Algars, ja que al poblat del tossal del Moro de Pinyeres se va trobar un escarbot i ceràmica d'origen cartaginès.
Havien ampliat los camps de conreu i hi havien sorgit grans poblats, com lo del tossal del Moro del Borrasquer, de 5.000 metres quadrats de superfície habitada. També s'hi havia alçat un poblat a la zona del castell d'Algars, del qual no queden restes, perquè posteriorment va ser derruït pels romans. Sabem que era important per la gran quantitat de restes de ceràmica trobades.
Un altre aspecte de les restes iberes de Batea són los enterraments tubulars del camí de Caseres. Lo complex està format per tres túmuls funeraris.
Un túmul funerari té l'estructura següent: 
- núm. 1: Representa les urnes funeràries dins de la seua cambra
- núm. 2: Representa quatre lloses de pedra situades verticalment o "dretes"; resguarden les urnes de lladres, animals i condicions atmosfèriques, cal afegir-hi que, a sobre, es posava una gran llosa de pedra.
- núm. 3: Representa rocs que s'amunteguen a sobre de la cambra
- núm. 4: Representa l'arena que es posava a sobre del túmul i aïllava la zona de l'interior.

Es calcula que hi ha diversos túmuls a part dels del camí de Caseres.
Los més famosos són la necròpolis del coll del Moro a Gandesa, però no menys importants són los del camí de Caseres; simplement, són desconeguts per la població.

### L'època dels romans

#### La romanització
Los romans van arribar a Batea per la via de l'Ebre que, en aquells temps, era navegable. Respecte al comerç interior, van exportar blat, oli i vi gran comerç molt pas de persones. Primer Tarraco d'aquí comença la colonització. La República Romana va ser establerta el 509 aC, establint un sistema de magistrats electes anualment. Los més importants eren los dos consols, que exercien l'autoritat executiva el comandament militar. Tanmateix, los cònsols havien de contendre amb lo Senat, originalment un consell de la noblesa (els patricis), que creixeria en grandària i poder amb lo temps. Originalment, només los patricis podien ser magistrats però, després es va permetre l'entrada del poble comú, o els plebeus. Los romans van sotmetre gradualment los altres pobles de la península italiana, incloent-hi els etruscs. Los romans van assegurar les seues conquestes fundant colònies en àrees estratègiques i establint un control estable de les regions. Durant la segona meitat del segle iii aC, Roma es va enfrontar amb Cartago en la primera de les Guerres Púniques. Estes guerres van permetre la conquesta dels primers territoris fora de la península italiana, Sicília i Ibèria, consolidant Roma com a potència imperial. Després de la derrota del Regne de Macedònia i de l'imperi Selèucida al segle ii aC, los romans se van convertir en lo poble dominant del mar Mediterrani. Tanmateix, lo poder a l'exterior va dur a les disputes interiors.
Los senadors se van enriquir a costa de les províncies, però, els soldats, majoritàriament pagesos, se trobaven lluny de llurs llars i no podien treballar la terra; va augmentar el nombre d'esclaus estrangers. Les despulles de la guerra, el mercantilisme amb les noves províncies, i els impostos sobre l'agricultura van produir una nova oportunitat de riquesa per a les classes baixes, formant una nova classe de comerciants: l'orde eqüestre. Encara que els eqüestres tenien molts recursos, encara eren considerats membres de la classe baixa, els plebeus, i per tant, no podien accedir al poder polític.

#### Les restes
Les romanes més destacades són: la Via romana que en alguns trams se troba en molt bon estat, va ser descoberta casualment l'any 1996 per una excursió del patronat Pro Batea que inspeccionava els voltants del Poble. Lo tram que es conserva millor està situat al nord de la Vall Major, lo tram de via documentat correspon a uns 3 km de calçada empedrada amb característiques pròpies de les viae publicae amb summum dorsum. Esta calçada empedrada —que avança en línia recta en trams amplis, evita quan pot les zones inundables i accedeix als Collets en zig-zag— descriu un traçat orientat en sentit nord-sud, que discorre sobre lleugeres elevacions (<400 m) i travessa tres barrancs de caràcter torrencial. Als llocs on la geomorfologia del terreny ho permet, lo traçat és recte amb sobtats canvis de direcció, mentre que en altres seccions del tram, lo traçat voreja els vessants aprofitant los afloraments de roca natural, una vegada rebaixats i anivellats. Si es confirma la romanitat del traçat, estarem davant d'una de les vies secundàries que enllaçarien transversalment la via Augusta litoral i la via Augusta interior, és a dir, les importants ciutats ubicades en lo curs mitjà i baix de l'Ebre.
Esta via secundària seguiria les rutes de comunicació natural, recorrent les valls dels rius i les planes i cercant los passos de rius i port de trànsit més planer. No descriu lo traçat més curt entre Ilerda i Dertosa, però potser seria la més còmoda considerant les característiques del terreny, les connexions amb altres vies i, molt especialment, l'accessibilitat als embarcadors fluvials per a càrrega i descàrrega de mercaderies al llarg d'una via comercial de primer ordre com fou lo riu Ebre.
En estes imatges podem observar els trams que romanen en lo terme de Batea La vila romana de l'Ereta, és una vila romana, en la qual se va realitzar una tasca arqueològica de desbrossament i d'arrengament de la vila.
Situada a la riba esquerra del riu Algars domina les terres de la riba esquerra, es creu que en temps antics faria la funció de productora de vi, ja que s'han trobat restes de sitges, que eren fabricades de ceràmica i s'enterraven deixant a la superfície uns 40 centímetres, en l'interior d'estes s'introduïa el most perquè fermentés.
Segons les restes trobades se dedueix que pertany al segle ii aC, això demostra que va ser la primera vila productora de vi de tota la Terra Alta.
Sorprèn l'enorme extensió del jaciment, ja que com cal pensar, no només produïa vi, sinó que havia de produir tots los queviures necessaris per a la vida a la vila, també necessitava un forn per al pa, un altre per a la ceràmica, cavallerisses i habitacions.
Crida l'atenció la doblària dels murs que donen a l'exterior, un metre aproximadament. Se creu que pot ser un mecanisme defensiu.
Lo castell d'Algars: de restes romanes en trobem la base i un parell de contraforts, la pedra no és de riu, sinó que és roca daurada, típica dels romans, no se sap si va ser extreta del terme municipal o és importada.
Posteriorment, se va construir al damunt aprofitant lo fort. S'han trobat restes de ceràmica i algunes monedes procedents de l'època, nosaltres mos fem una pregunta: És possible que l'ereta s'utilitzés per a abastir el castell?, això és una resposta que no sabem.

#### Los jaciments
Los jaciments que s'han trobat en lo poble de Batea són lo Tossal de la Teuleria: lloc d'habitació sense estructures que ocupa el vessant de ponent del tossal en una àrea avui coberta de bosc i de pi blanc. Al jaciment se li atribueix una cronologia que va del 9000 al 5500 aC, això és, de l'Epipaleolític al Neolític antic. S'hi ha descobert peces de sílex de color gris fosc amb craquelats de superfície. A les Torres de Navarro hi ha restes d'estructures del poblat antic. Hi ha també restes d'edificacions defensives – torres – que atribuïm a època romana, àrab i medieval. L'indret és un tossal de 400 metres d'altitud que domina un amplíssim panorama. La cova d'Algars. A la riba esquerra del riu d'Algars, a recer dels taurons dels barberans a 291 i 293 mestres d'altitud, a FREC del riu i orientada al migdia, hi ha un gran brauma que ha servit de corral i cleada durant segles. La torre ibero-romana dels barberans, los barberans són un conjunt de quatre turons que, orientats d'oest a est i formant una corba amb concavitat obrintse al riu Algars, dominen un ampli territori que comprèn lo castell de Sant Joan, lo Tossal del moro de pinyeres, la cova i el mas de la cova, totes les masades de vora riu, la vall de Sant Joan i les partides del Pinyeral, del Ma nou i de Santa Cándia. Castell de sant Joan, lo cim del tossal on se drecen les ruïnes del castell temporal d'Algars 305 m, fou poblat des de temps remots.

### L'etapa visigòtica
Esta etapa es defineix com una etapa obscura, de la qual no hi ha gairebé informació i que va durar des de l'any 586 a l'any 725 anys de predomini visigot a la península Ibèrica. Batea passa amb los anys d'ésser part de l'imperi Romà a estar sotmesa a un dels pobles que van acabar amb ell, los visigots o gots de l'oest. Estos eren un poble germànic originari d'Escandinava que van emigrar cap al sud i es van establir en diferents parts d'Europa. Al segle iii van tenir el primer contacte amb los romans als quals van assetjar fins a la caiguda del seu imperi. Durant este temps se van dividir en dues rames los gots de l'oest o Visigots i els gots de l'est i els gots de l'est o ostrogots. Los primers se van assentar a la península Ibèrica i els segons a la península Itàlica.
Pel que fa a Batea se sap que en esta època no era una població gaire important que depenia de Tarragona. Los bateans quasi no ho van notar, va ser una continuació de l'època anterior. La gent continuava vivint de l'agricultura i la ramaderia i va fer servir més los intercanvis d'objectes i d'aliments que la moneda, tot i que s'han trobat proves que va ser utilitzada. Per a la societat bateana i per a tota la península, el domini visigòtic va suposar un retrocés respecte a l'imperi romà, del qual se va tardar 1000 anys a poder-ne sortir. Este retrocés se va donar en tots los àmbits tant en l'àmbit econòmic, social, polític, cultural i demogràfic.
La vida tant a Batea com a tot Europa era molt difícil i la gent havia d'espavilar-se per a poder subsistir.
Respecte a les fonts que parlen de la vida d'aquells temps se pot dir que són mínimes i per això és tan difícil explicar la situació de Batea.
La dominació visigòtica s'acaba l'any 725 quan l'imperi àrab conquereix lo reialme visigot i Batea passa a formar-ne part.

### Los àrabs al municipi
L'any 711, los àrabs entren amb relativa facilitat a la península Ibèrica que fins llavors era dels visigots i esta passa a anomenar-se Al-Andalus. Los àrabs eren un poble semita procedent de l'actual Aràbia Saudí que al segle vii van adoptar la religió islàmica i van començar a forjar un imperi que va comprendre Pèrsia, el Pròxim Orient, lo Nord d'Àfrica i la península Ibèrica.
A Batea s'hi van establir del segle viii al segle xii anys fins que van ser expulsats per Ramón Berenguer IV. S'hi conserven molt pocs testimonis escrits tot i que van deixar una forta empremta. Los àrabs eren un poble bastant avançat i van aportar nous invents i nous productes que van ser de gran utilitat per al poble i per a tot Al-Andalus, com per exemple la numeració aràbiga, la canya de sucre, etc.
Durant esta etapa, Batea va formar part primer de l'emirat de Cordovà que va durar del 773 al 929, llavors del califat de Cordovà fins al 1031 després lo Califat de Cordovà es va dividir en petits regnes anomenats Taifes i és quan passa a ser de la Taifa de Saragossa. Lo temps que va ser de la Taifa de Saragossà va estar contínuament amenaçada pel comtat cristià de Barcelona, en lo que es coneix com la reconquesta, que és la recuperació dels territoris perduts a mans dels musulmans pels regnes cristians del nord.
Eren un poble relativament tolerant pel que fa a la religió, ja que deixaven llibertat de practicar la religió que es volgués. Així a la Batea islàmica s'hi podia trobar tant cristians com musulmans convivint entre ells.
Pel que fa a les restes que va deixar esta civilització al poble no s'ha trobat cap document escrit però si ceràmica feta per ells la qual se va trobar darrere del que és ara l'església parroquial del poble. També hi van deixar construccions com per exemple el castell d'Algars que encara es conserva i el de Batea actualment derruït, això se sap perquè quan van arribar els cristians ja hi era. Culturalment també hi van deixar la seua empremta; la podem trobar a la gastronomia, sobretot a les pastes típiques del poble (panadons, "redotets", "mantecados", coques de les olives, coca en mel, etc.) que provenen de la gastronomia àrab i en los topònims referits a llocs del terme com per exemple: el riu Algars, la partida del Bennufets, la partida dels Massalocans, etc. tots mots provinents de la llengua àrab.

### Batea en temps medievals

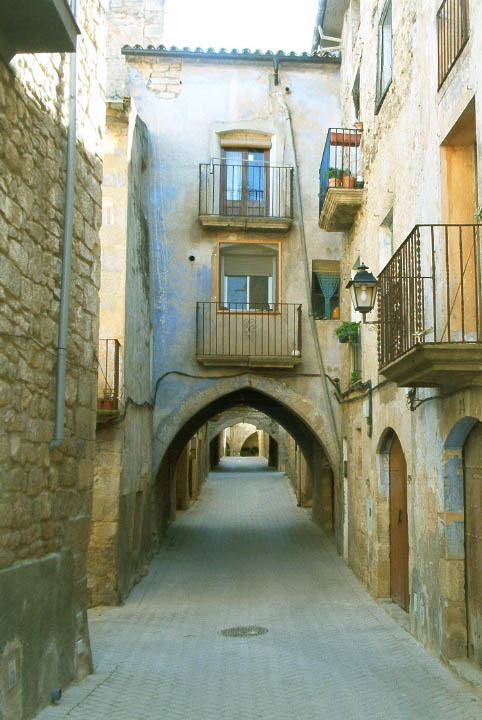
Carrer de Batea

Passats temps difícils, Ramon Berenguer IV conquereix les terres del municipi.

#### La importància
Transcorreguts quatre segles i mig de presència i dominació àrab a les terres de l'Ebre i havent fracassat repetits intents de fer claudicar les fortaleses de Lleida i Tortosa, Entre els intents fallits, cal fer esment dels atacs que rei Alfons lo Bataller, des d'Aragó i seguit per aragonesos, feia als musulmans de la vall de l'Ebre durant lo segle xii, val a dir que amb més rauxa que seny. Quan ja s'apropava la meitat del segle xii, el territori més meridional de Catalunya era gairebé l'única part del Principat que encara no havia estat conquerida, juntament amb los termes i viles de la serra de Prades, los de les rodalies del Montsant i la ciutat de Lleida.
La gestació de la població es produeix quan després d'una breu ocupació aragonesa entre 1132 i 1133, Ramon Berenguer IV conquereix la ribera catalana de l'Ebre fins als rius Algars i Matarranya quan ocupa Tortosa el 1148, i en 1149 de camí cap a Lleida ocupa la zona entre Xerta, Gandesa, i la Pobla fins a Faió, en 1152 s'ocupa Miravet; i entre 1157 i 1162 s'ocupa Orta. Es manté una comunitat de musulmans a la ribera de l'Ebre, però els que vivien a l'actual Terra Alta són expulsats, fugen a l'Aragó, o reallotjats a la ribera. El 1153 Miravet comprèn els castells, les viles i els termes de Benissanet, Gandesa, Corbera, Algars, Batea, el Pinell i Rasquera. El 1181 el comte atorga dues cartes de població amb el deure de custodiar i repoblar els seus termes, una a un grup de pobladors segons els furs de Saragossa; i altra al cavaller Bernat Granell i els seus amb els furs de Barcelona, i l'Orde del Temple confirma els termes de Miravet amb Batea fins al riu Algars, el 1187 l'Orde adquireix a Bernat Granell i els seus els drets que tenen sobre Batea i Algars, Batea el 1205 Batea rep una nova Carta de població del Temple.
Lo marc històric i artístic del nucli antic de la vila amb un traçat medieval vestits d'arcs, porxades i carreus lo fa l'escenari ideal per reviure en força i autenticitat este mercat. Los artesans de fora i del poble ens mostren lo treball en viu après amb los anys. La carta de donació i població d'Algars, l'original pergamí de la qual, havent-se perdut, ja no ha arribat fins a nosaltres, fou atorgada pel preceptor de Miravet Pere de Tous, complint la voluntat i l'ordre dels mestres del Temple. Este document fou just l'any abans de la mort del Gran Mestre. I un cop més la concessió es fa havent precedit lo consell i l'acord dels frares templers de la Batllia de Miravet; los noms d'alguns hi consten de forma explícita.

#### La prosperitat
Lo poble ha evolucionat molt econòmicament i urbanísticament, tot i que li fa falta evolucionar culturalment, ja que encara no se li dona prou importància a les restes culturals del poble (s'ha fet mal portalades importants); tot i això, està més sensibilitzada en estos temes que fa cinquanta anys (tot i que encara li falta). S'han fet malbé portalades importants; va haver-hi una època on se valorava poc les restes històriques del poble, però recentment se valora més.
Los primers documents conservats a la vila situen lo seu origen al s. XII.

#### Les restes
Les restes del poble de Batea serien unes peces anomenades esteles; hi ha 3 figures.
1. Estela discoïdal del Fossar Vell de Batea: estela que té com a suport material la pedra sorrenca, de color marró clar, molt comú en est entorn geogràfic.
2. Revers de l'església de Sant Miquel de Batea.
3. Anvers de l'estela de l'església de Sant Miquel de Batea.

### L'Edat Moderna
L'edat Moderna va ser per a Batea una de les pitjors èpoques referint-se a la prosperitat tant econòmica com demogràfica; se poden destacar dos segles d'estancament econòmic (XVI-XVII) a més d'una forta guerra (La Guerra dels Segadors) que es va viure de molt a prop a la població, causant centenars de morts i una crisi de postguerra important. També cal destacar el redreçament econòmic del segle xviii i els nous canvis socials de l'edat Moderna.
Al s. XVI va ser un segle de canvis tant polítics i econòmics com socials importants. A la població es va sentir a parlar de l'absolutisme monàrquic, la nova forma de regir a tot Europa, però com és normal en lo transcurs de la història de Batea en va està bastant apartat pel que fa a les seues bases. La nova època també va portar a formar part de la castellania d'Amposta, en mans dels hospitalers. Se va notar un creixement econòmic i geogràfic relativament important, per l'enfortiment de l'economia Espanyola li va tocar de retruc los aranzels al comerç intercontinental. Ja parlant del s. XVII, passada la Guerra dels Trenta Anys i l'època de creixement a Batea la Guerra dels segadors marca un abans i un després al municipi.

#### La Guerra dels segadors
Lo municipi en estar situat en molts moments en lo front de batalla, sempre entre els dos bàndols, va servir de frontissa en lo transcurs de la guerra; situada en una de les zones més exposades durant tota la guerra, ja que estava prop de la línia fronterera amb l'Aragó i el Regne de València, que es mantingué fidel a Felip IV i que, per tant, se va convertir en una de les bases per atacar la Catalunya rebel. Batea va estar sota la influència francesa des del 1640 (invasió de Lleida i Tarragona per part francesa) i ja es va començar a viure la guerra des d'aquells moments.
Lo moment en què Batea viu de més prop la guerra va ser el Gener de 1642 quan sabent de l'arribada dels homes de Hinojosa amb direcció a Flix una Batea emmurallada va ser més fortificada i reforçada per rebre l'atac. Una de les ampliacions va ser una torre afegida a l'església del poble (ampliació Torre de defensa per la part més feble) on a dins també es van fer sitges ("silos") per poder resguardar-se la gent. Batea va rebre l'ajut de soldats francesos a més d'altres tropes de la Generalitat de Catalunya. Les tropes del comandant Hinojosa, pel pas de la vall de Batea va trobar una forta resistència; van ser 4 dies de resistència, en los quals los 6.000 homes van assetjar la ciutat i la van atacar durant dia i nit. Després d'estos quatre dies de lluita, els soldats entraren a la Vila Closa i a l'església. La població va ser saquejada i cremada, tots los homes supervivents de la batalla que quedaven al poble van ser passats per gabinet i violades totes les dones. És així com ho narra un il·lustríssim bateà, el doctor en teologia i rector de Gandesa, Onofre Català. Conta també la història que d'este moment és d'on prové la història de la Verge del Portal, així diu: En aquells moments de decapitació de la gent a l'església del poble, la gent va sortir en manada, esquivant los homes del comandant Hinojosa i refugiant-se la capella de la Mare de Déu del Portal. Allí es van apuntalar i van reforçar la capella. Feia dies que els soldats avisaven al comandant que els cavalls tenien temor i que passaven certs fets estranys dins l'exèrcit. Sense respondre a estos avisos, un Hinojosa enfadat va respondre amb dues destralades a la porta de la capella i va ser en aquell moment en què se conta que li va aparèixer la Verge del Portal, que va deixar cec al dirigent dient-li que si no se n'anava, seria cec de per vida; així les tropes van fugir del poble i van seguir amb lo seu camí cap a Flix, i els supervivents de la matança es van poder salvar dins la capella. Certa o no la història, este va ser un dels fets que va influir més negativament en la història del poble; se van comptabilitzar uns 400 morts, fins i tot 40 persones d'altres pobles (Caseres, Vilalba i Pinyeres); les conseqüències psicològiques i materials van ser importants, va deixar la població en un estat pèssim, del qual va costar molts anys recuperar-se. A més, se van notar les conseqüències finals de la guerra: la prohibició del català i el manteniment de les tropes franceses a la zona.
La il·lustració mostra la revolució de la pagesia pel descontentament de la nova forma de societat i preparant-se per a les armes.

#### Crisi Postguerra
La Crisi després de la Guerra va coincidir amb lo creixement econòmic i demogràfic que es va viure en lo s. XVIII, les conseqüències de la guerra ja anomenades van ser fatals però tot i així la bonança econòmica del s. XVIII va permetre un ràpid desenvolupament. Un dels fets que corrobora este creixement és la creació de l'escola el 1797. Una escola de caritat creada des de la Granja de San IldeFonso (Madrid) i que va servir d'exemple per crear moltes altres escoles de la zona per la seua importància i qualitat tant de disseny com de rendiment. Este fet marca també un dels fets més positius, si no el que més de la població que rep una infraestructura de molt valor per a l'època i que permet una millora en l'educació i qualitat de vida. Tot això comportà la confirmació de la millora a la societat bateana i provocà una evolució demogràfica i del nivell de vida als següents segles.

### Seglexix
Al segle xix, se produeix a Batea un clar augment demogràfic i un creixement urbà que surt fora de les muralles, eixamplant-se més que res pel pla dels corrals (l'actual Plaça Catalunya) i creixen pel raval de Tortosa (actualment, l'Avinguda Terra Alta).
L'economia local, a partir del darrer terç del segle xviii, fa un pas endavant. Així ho demostren la construcció de l'església parroquial i la construcció del calvari, amb les seues capelles fetes per famílies benestants de la vila. Tot això queda aturat per la guerra del Francès.
La guerra del Francès no incideix massa directament a la vila, tret de fets puntuals com assalts de combois. Un de molt nomenat fou al camí vell entre Batea i Gandesa, allà va ser saquejat un comboi de 200 animals de càrrega.
Després de la guerra del Francès i durant uns quants anys l'economia i la població quedaren estancades. Al segon decenni del segle xix, a poc a poc, se refà la vila.
Al cap de poc temps de la mort de Ferran VII, comencen les anomenades guerres carlines. La guerra carlina que més afecta Batea és la primera.
Després del nomenament de la reina Isabel obté l'acta de diputat a corts un bateà notable que es diu Joaquim Alcorisa. És un personatge liberal amb les idees clares del que potser modernitzar Batea. Com a exemples podríem ficar-ne un parell:
-Fa una escola pionera a Catalunya inspirada en la de San Ildefonso de Madrid (ara famosa pels seus xiquets cantaires de la loteria), una escola pública per a xiquets i xiquetes que depenia de Ca la Vila.
-Porta o feu portar una canalització d'aigua de la vall Major, d'uns quatre quilòmetres (obra molt important si comptem los mitjans tècnics de l'època), posant unes quantes fonts petites repartides pel poble i una gran font al que és ara la plaça de la Botera.
Tot això s'acaba l'any 1833, quan comença la primera guerra carlina. Lo 1833 hi ha pocs moviments bèl·lics per la zona però els vilatans comencen a prendre partit pels dos bàndols enfrontats. Batea comença la guerra sent una vila lliberal i durant lo primer any de la guerra gairebé no hi ha fets destacables. Que Batea és una vila liberal ho demostra que el 3 de gener de 1834 la partida carlina de Pere Valls amb un escamot de 40 homes i 10 cavalls atacava Batea. Assabentada la milícia bateana es va reunir a la plaça de la font i s'enfrontava als carlins a la baioneta, de resultes de la brega el cap carlí Pere Valls quedà greument ferit, i morí poc després.
A l'inici de la primavera de l'any 1835 lo cap carlí de les terres de l'Ebre anomenat Carnisser juntament amb Vallès i Cabrera apleguen una força considerable a les comarques veïnes de l'Aragó, que comptava amb uns 1.500 homes i 200 cavalls i el seu primer objectiu és conquerir Batea. L'ataca el 5 d'abril de 1834, Batea és defensada per la milícia local i una petita força de l'exèrcit isabelí. Després de la primera escomesa, Carnisser pensa que li costarà massa temps conquerir-la, la deixa i contínua el seu camí cap a Mora. Batea continua sent liberal fins al setembre del 1835, ja que després de reiterats atacs cau en poder dels carlins. Aquells atacs van comportar una quantitat considerable de pèrdues humanes i la destrucció d'una part important del poble (l'any 1837 lo diputat a Corts, Joaquim Alcorisa proposa una proposta d'indemnització per les pèrdues que aquella població havia experimentat fins a aquell moment igual que s'havia fet en lo cas de Bilbao). Això obliga que una gran quantitat de famílies liberals que es van poder escapar de l'atac se refugiessen a la plaça forta de Gandesa on pràcticament s'estarien fins al final de la guerra.
Com a resum de la guerra podem dir que la situació dels pobles de l'Ebre entre ells Batea era lamentable, no solament des del punt de vista humà (morts, esgarrats, exiliats, presoners...) sinó també econòmic i administratiu.
Esta primera guerra carlina ja fica els fonaments a la societat del que seran les altres dues guerres carlines i la més llunyana guerra civil del 36.
La societat vilatana queda molt partida, queden molt diferenciades les posicions ideològiques i és una fractura social que s'arrossegarà ben bé, ben bé fins a les acaballes del segle xx.
A partir d'esta guerra i fins als anys 40 del segle xx seran normals los afusellaments, los empresonaments, los exilis, i tot en gent de la nostra vila.
Les altres dues guerres no van afectar tan directament la població i durant la segona meitat del segle xix lo poble va anar creixent. La demografia va anar augmentant en alts i baixos i durant l'últim terç del segle va començar un que es va generalitzar durant lo segle xx, la migració.
Les primeres migracions importants són degudes a raons polítiques i solen anar sempre encaminades cap a Barcelona.
A partir dels darrers anys del segle xix ja no són tan polítiques, sinó que són més per estos tres motius que s'exposen a continuació.
-Los anys de secà: les seques a la Terra Alta són cícliques i quan s'agafava una seca de tres o quatre anys obligava a molta gent a anar-se’n. Batea al segle xix, a diferència d'altres pobles de la comarca, basa la seua economia amb lo conreu de l'olivera, a part del cereal i la vinya que són complementaris, l'oli és la base de l'economia local i ho demostren la gran quantitat de molins d'oli que hi havia (fins a dotze). Això pot donar una idea del que pot representar tres anys de no collir olives.
-La industrialització a les zones urbanes i la consegüent demanda de mà d'obra a un medi rural on hi ha força naixements, territori mal repartit i una esperança de vida que lentament va pujant.
-Per augmentar la qualitat de vida. En aquells temps i, fins i tot, fa cinquanta anys, les condicions dels pobles envers les ciutats canviaven molt (sanitat, enllumenament, transports, aigua corrent... canviaven molt). Tot això fa que una part de la població que no tinga problemes econòmics al poble també decideixi anar a ciutat.
Finalment, com a resum del segle xix, se podria parlar del fet que es comença a acostar a la modernitat, però deixà un llast molt pesat: una societat fracturada, que arribarà a la seua màxima expressió quan esclatà la guerra civil espanyola.

### Segle XX
Lo segle xx a Batea cobra especial importància perquè el poble acabi sent com és actualment, los fets que destaquen més són la "petita revolució industrial de Batea", ja que compta amb la indústria del sulfur, que fabrica alcohol, també cobren importància els molins i la cooperativa agrícola, cal tenir en compte que antigament lo cultiu que predominava en la zona era el cultiu de l'olivera. Posteriorment, se passa a la vinya i apareixen diferents cellers, no cal dir que abans també n'hi havia.
Lo que dificulta el creixement econòmic del poble són les sequeres, ja que la Terra Alta és una zona apartada del mar i rodejada de muntanyes dificulta les precipitacions, que estes provocaven lo mal desenvolupament de l'oliva, la vinya, etc. Tot i ser de secà, necessita unes certes precipitacions: tant va ser el grau de sequera el segle passat, que el 1925 va sortir la Verge de la Mare de Déu del Portal en rogativa de pluja.
En veure este fet, se pot imaginar que la gent que habità en lo poble decideix emigrar d'este. Lo mateix passa amb Pinyeres, que emigren a Maella, Fabara o Batea, i Algars també sofreix este fenomen.
Només cal fixar-se en l'any 1982, la sequera és tan extrema que camions cisterna han d'omplir aigua del riu Algars per a abastir la població de Batea.
Les Fassines: com s'ha mencionat abans, l'any 1910 s'instaura la moda de fer destil·leries d'aiguardent, ja que per a evitar la fil·loxera es planta vinya americana, que és ideal per a la producció d'aiguardent, a Batea les destil·leries són més conegudes com a "fassines", les més famoses:
-Fassina de Fracanes, que estava situada al carrer Algars núm. 19: tenien una olla perquè cada família fes la seua producció per a consum propi. Se produïa anís, mistela, ratafina, etc.
-Fassina del Pájaro, carrer del Sol núm. 23, va començar a produir el 1906.
-Fassina del Cerer, Av. Terra Alta núm. 20: produïen cera, sabó, aiguardent i més recentment vi.
-Fassina del Sindicato Católigo Agrícola és la més moderna, construïda el 1916 al peu de la carretera de Maella i en la confluència amb la vall del Pi.
Era més coneguda com a "Sulfuro", i l'any 1921 pateix un gran incendi, que per sort només produeix desperfectes materials; lo 1936 és intervinguda per l'estat, i el 1944 torna a la normalitat fins al 1985.
Un altre tipus d'associació que sorgeix lo 1919 és la banda Santa Cecília 
Los cafès: lo que impressiona és lo gran nombre de cafès del segle passat: 15 cafès, mentre que en l'actualitat tan sols n'hi ha 8. Tot seguit s'anomenen los cafès del segle passat:
- Cafè del Chato.
- Cafè de la Barraca.
- Cafè de les Camèlies.
- Cafè de Vilanova.
- Cafè del Centre Catòlic.
- Cafè de Vallespí (Barrabàs).
- Cafè de Garbanto.
- Cafè del centre republicà.
- Cafè del Moliner.
- Cafè del Sastre i la Romiguera.
- Cafè del Murciano.
- Cafè de l'Anton, on encara avui en dia es pot anar a prendre un cafè.
- Cafè de la tia Adela.
- Casa la Macarena.
- Casa la Boniqueta.
- Casino Adebense.

Les construccions que també van ser molt importants en lo segle passat són: lo calvari en la forma de culte i la font de llavar, que abastia d'aigua el poble en los primers safaretjos i en los últims les dones anaven a rentar la roba.
Los molins: Los molins més importants del poble són:
- El molí de Català, que després passa a ser el molí de Silleros, se tracta d'un molí particular instal·lat a la Botera.
- Molí de Mateu i Miquelo, situat al C/ de la Font núm. 23, tenia totes les instal·lacions necessàries, pous, basses de decantació, quatre premses de caragol i quatre de barres.
- Molí dels Socis, era propietat de: els Ferrer, els Sole (Veturià), i Josep Vaquer (el Tit).
- Molí de la Venta de Sant Juan, era un molí privat que pertanyia als Vaquer més coneguts com a (Estàssio).
- Molins de Fredoi i dels Flare, també és un molí privat.
- Molí dels Primavera, es trobava en lo C/. Gaudí núm. 6, pertanyia a la família dels Montlleó.
- Molí de Roda (Giné), pertanyia a la família Giné, era l'únic molí amb una mola de roda que permetia premsar 5.000 kg d'olives diàries.
- Molí de l'Anton, estava situat al costat de l'hostal i el cafè Anton.
- Molí del Sindicato Católico Agrícola.
- Molí del Sindicato Agrícola de Batea, més conegut com a molí dels pobres, va ser construït per una associació de pagesos.
- Molí de Pau-soldado, instal·lació familiar molt moderna, inaugurada el 1947 fabricada per la casa Baró, casa forta de Tortosa.
- Molí de la cooperativa agrícola de Batea s'inaugura el 1961 per cent pagesos.

Pou de neu: Los pous de neu eren importants per a conservar aliments i aplicar a les contusions de la gent, a Batea hi ha dos pous de neu:
- Pou de neu de caga-amb-pena, estava situat al Jornou, avui en dia es veu transformat en xalet.
- Pou de neu de la plaça Major.

Los pous de neu tenien la funció de mantenir la neu durant tot l'any, això s'aconseguia fent un subterrani i dipositant la neu alternant-la amb capes de palla per a evitar que es congelés. Los bateans en anys de fred extreien la neu del seu terme i en anys calorosos se desplaçaven fins als ports d'Horta.

#### Guerra civil
Batea fa frontera amb Aragó, estratègicament és un punt clau, ja s'havia demostrat en altres conflictes, per això la república instal·la la línia defensiva de l'Algars per si els nacionals intenten entrar a Catalunya.
A l'ajuntament de Batea surt elegit un govern de mode anarquista, concretament per la FAI, una de les primeres mesures se van destruir tots los motius religiosos de la zona, els documents eclesiàstics i es van suspendre els actes religiosos, los clergues que s'atrapen, és a dir, no aconsegueixen escapar, són ajusticiats. Als afores de Batea, carretera de Nonasp està instal·lada la brigada Abraham Lincoln amb lo seu dirigent Robert Merryman.
Lo 1938, los nacionals expulsen als republicans de l'Aragó. Los republicans abandonen los seus homes, se crea una desbandada general, i molts se queden en les posicions de la línia defensiva de l'Algars.
Los nacionals només necessiten un dia per a dominar tota la línia defensiva.
Per la carretera Gandesa – Caseres és una altra història, els republicans organitzats en guerrilles ataquen los campaments de la Littorio (divisió Italiana). Normalment estos atacs consisteixen a llençar granades de mà i marxar corrents dispersant-se pel terme.
Al final, los nacionals dominen tota la franja dreta del riu, molta gent recorda els fets de l'entrada dels nacionals, per part de l'Ifni-Sahara, "estàvem al mercat de la plaça major per a comprar, de cop i volta es va sentir un enorme terrabastall i després van entrar a la plaça els moros, negres com lo carbó, vestint capa i turbant de color blanc i Montant cavalls".
Una de les primeres coses que van fer, va ser afusellar tots los republicans i posteriorment celebrar una missa.
Batea passa a ser un important reducte colpista, s'instal·len quarters d'infanteria, cavalleria i intendència. Als afores del poble (zona del polígon industrial) a la dreta de la carretera de Nonasp sentit Batea-Nonasp s'instal·len zones d'aparcament de carros de combat, tractors, camions i tanquetes, se poden apreciar des de t-36, panzer I, tanquetes fiat-ansaldo, etc. En algunes ocasions lo general Yagüe i el general Coco visiten les tropes del Poble de Batea.
Batea es declarà zona d'hospitals de sang, i a partir d'este fet, s'instal·len hospitals, un dels més representatius és lo del Centre Cultural Sant Isidre, on se posa en pràctica el mètode Trueta, ideat pel doctor Josep Trueta i Raspall, en algunes ocasions lo doctor Broggi ve a Batea per auxiliar alguns ferits molt greus.
En acabar la guerra la vida al poble segueix lo seu curs baix una dictadura en la qual se prohibeix parlar el català, l'agrupació d'associacions, etc.
Amb la fi de la dictadura franquista, l'economia del poble puja, després hi ha una sèrie de fluxos de migracions en massa cap a la costa per a treballar en lo món dels serveis, això passa cap als anys seixanta i setanta. L'altre gran flux de migració es detecta en los anys vuitanta i noranta per treballar a Barcelona, condicionant les Olimpíades del 92, però encara que molts se queden en los seus destins, molts amb lo pas dels anys tornen a viure a Batea.

### La Batea en l'actualitat
Actualment, com al llarg de tota la història, l'economia es desenvolupa al voltant de l'agricultura. És un dels pocs pobles que s'ha atrevit a apostar a l'agricultura; és un cas estrany dins de l'agricultura, ja que durant los últims 10-15 s'han invertit molts de diners en lo sector. Ha estat un dels pocs pobles on lo sector no ha anat a la baixa (en moltes poblacions de la zona el sector està en clara recessió). Les estadístiques ho deixen clar: Batea és lo poble de Catalunya que fa més quilos de raïm per capita. Altres activitats econòmiques que es poden trobar al poble són tallers de confecció, empreses de construcció, en resum empreses dedicades al sector secundari. Respecte al sector terciari l'activitat econòmica és la mínima, encara no s'ha sabut publicitar l'alta producció de vi, el valor arquitectònic i turístic que té el poble i totes les grans atraccions del municipi. Continua essent resta de la història, la vida ja transcorre fora de les muralles que han sigut restaurades per al turisme (encara que no siga un sector important al poble) i en conserven moltes restes de les diferents etapes de la història podem trobar l'església Barroca, el barri antic on hi ha restes ja esmentades de la muralla (portalades, arcs barrocs...) també es poden visitar els Hospitals de Sang, un museu creat explícitament pel paper de Batea durant lo transcurs de la Guerra Civil.
La democràcia, com a tot Espanya des de finals segle xx, està instaurada al poble. Durant estos anys hi ha hagut períodes amb variabilitats polítiques: lo primer alcalde democràtic va ser de la UCD, després va perdurar un domini de CIU durant 12 anys i ara la UPTA (Unió per la Terra Alta), que fa 16 anys que mana al poble. Des de l'entrada de la democràcia, s'han construït diverses infraestructures: un pavelló municipal, s'ha aconseguit institut propi, s'han reformat totes les vies de comunicació al poble, s'ha construït una residència, un centre de dia i hi ha plans de crear un nou camp de futbol i unes piscines cobertes.
L'any 2017 l'alcalde Joaquim Paladella va explorar la possibilitat d'incorporar el municipi a la comunitat autònoma d'Aragó.